# Kurtis Kraft

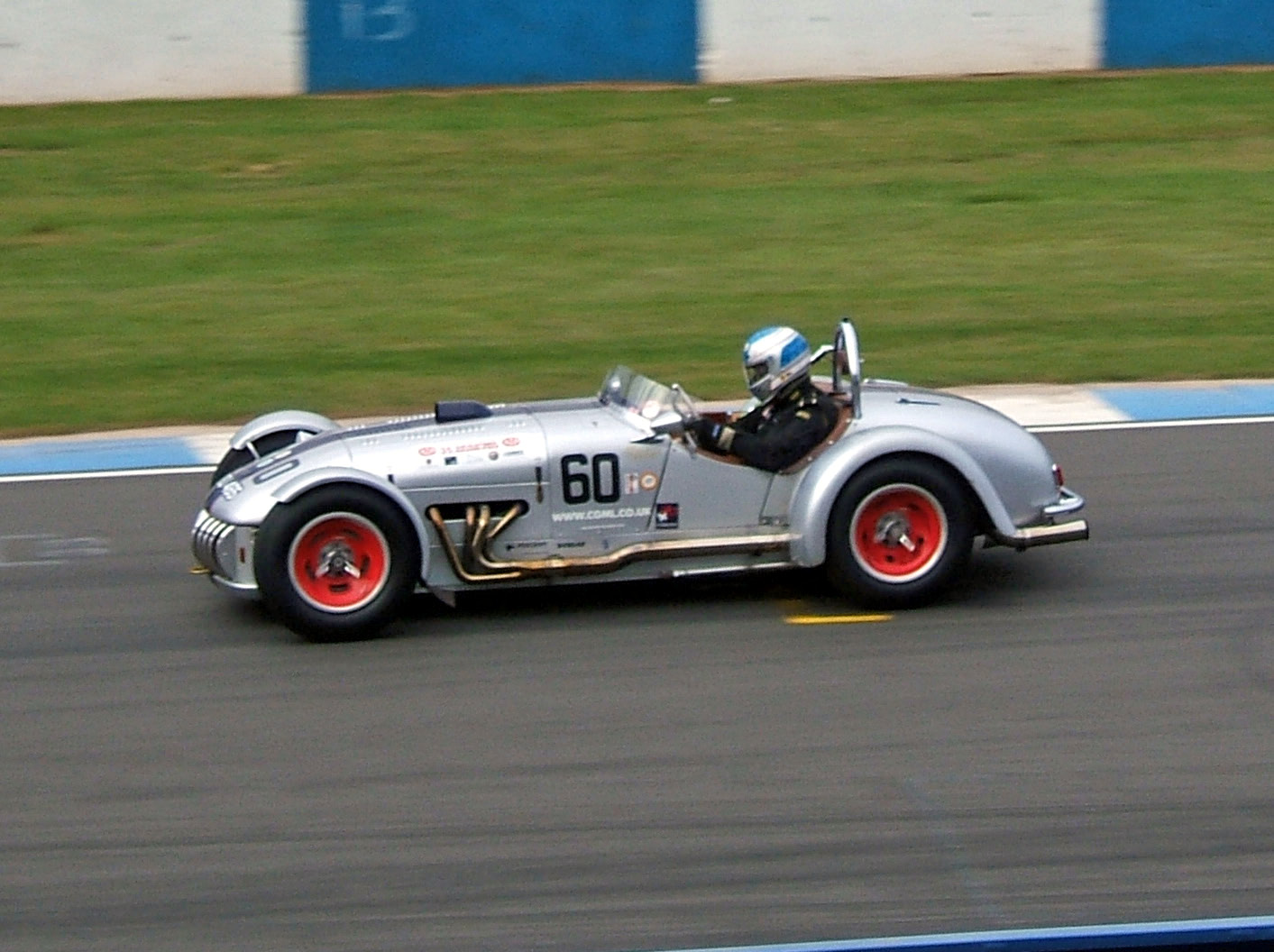
1955 Kurtis 500S

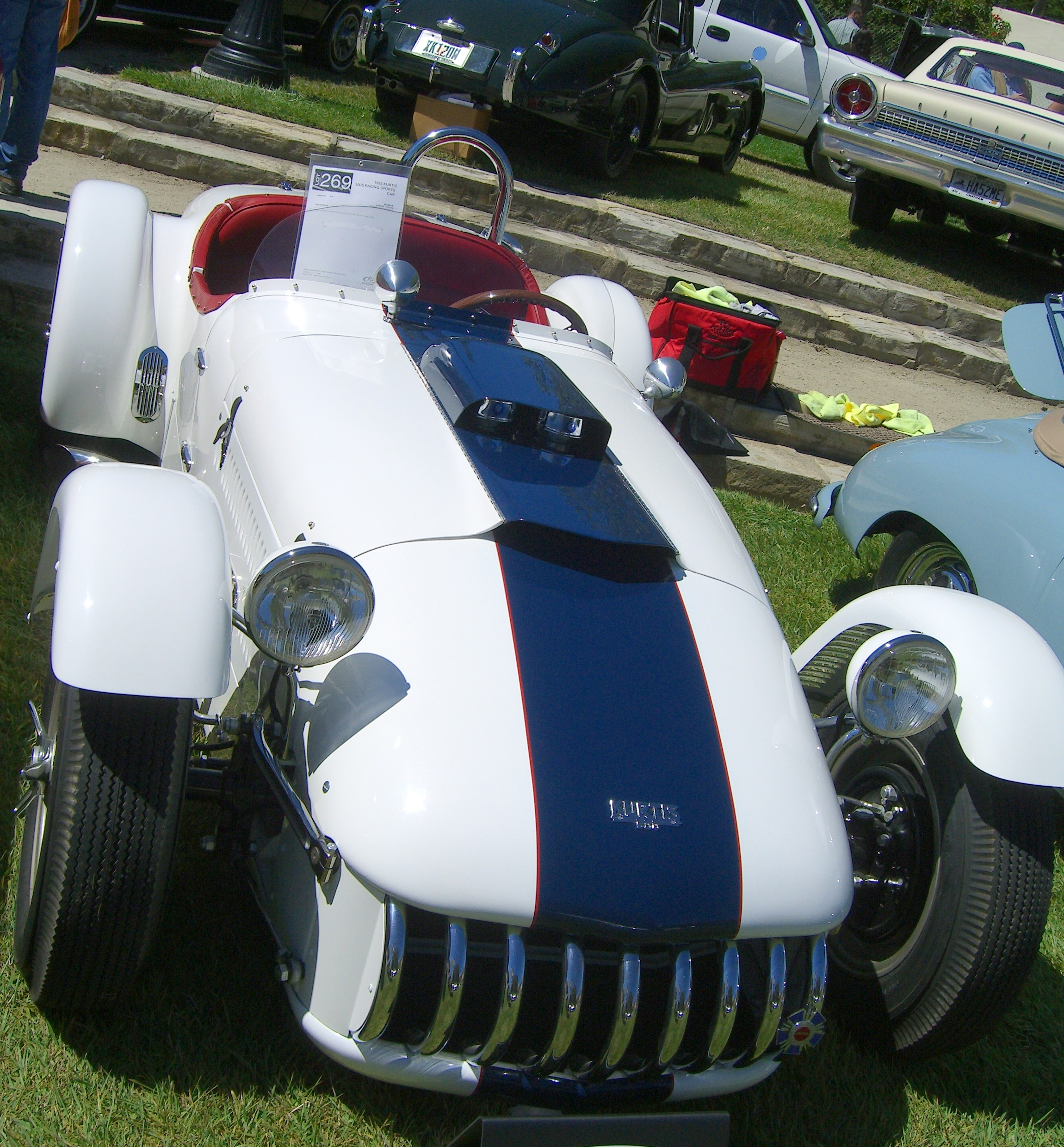
1953 Kurtis 500S med Chryslermotor

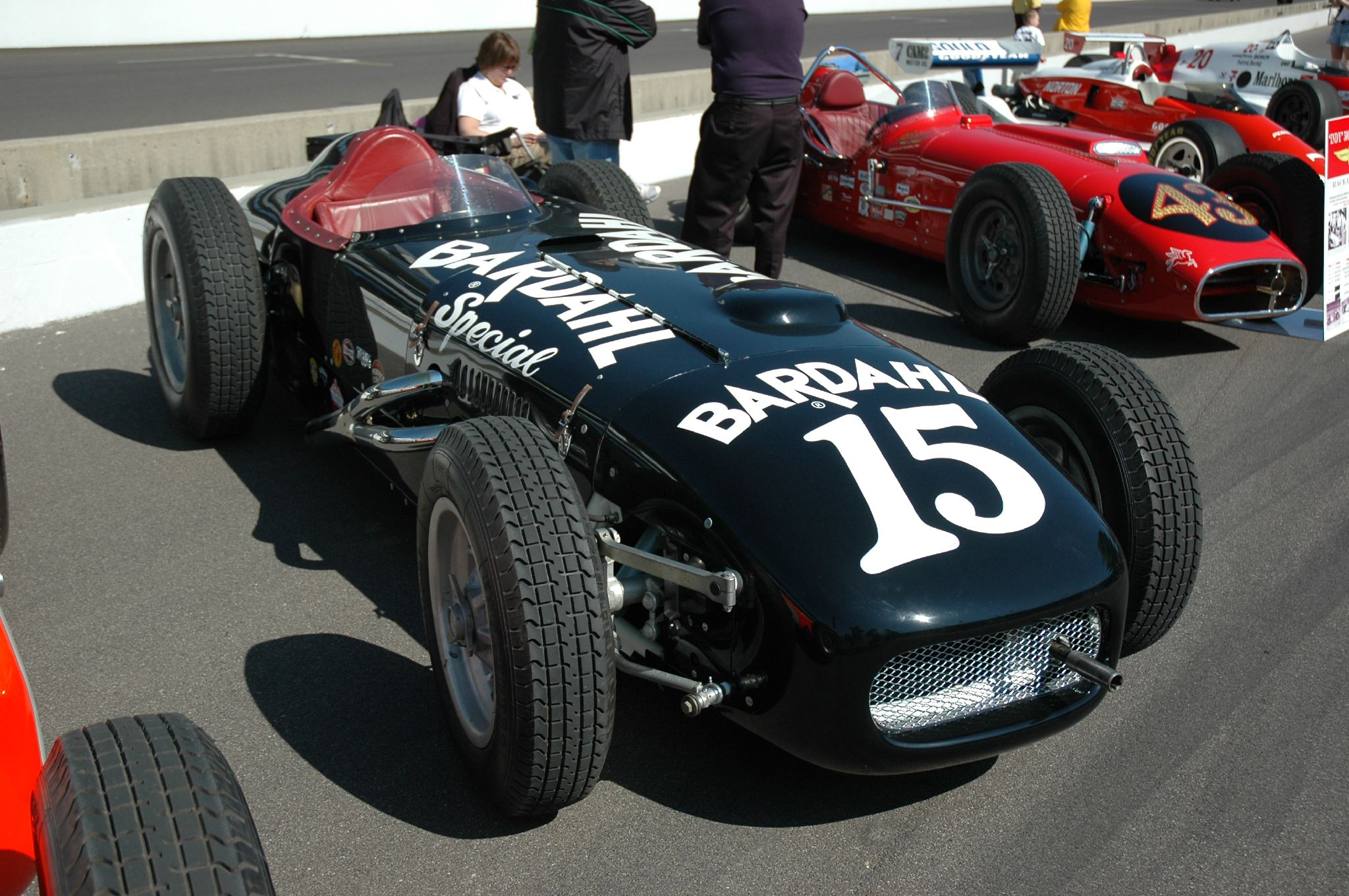
1955 Kurtis 500B Championship Car

Kurtis Kraft var en amerikansk sport- och racerbiltillverkare under 1950-talet och början av 1960-talet. 
Företaget, som grundades av Frank Kurtis, designade och tillverkade diverse olika typer av tävlingsbilar, bland annat Indy 500-bilar som användes av ett antal team i Indy 500-loppen i formel 1 i Indianapolis Grand Prix. Kurtis Kraft-bilar vann fem av elva lopp.
Flertalet av Kurtis Krafts Indy 500-bilar hade Offenhauser-motorer men några hade Cummins- eller Novi-motorer. Däcken tillverkades av Firestone.

## Indy 500-team som tävlat i formel 1 i Kurtis Kraft-bilar
| Team                            | Säsonger                                       |
| ------------------------------- | ---------------------------------------------- |
| 3-L Racing Team                 | 1953                                           |
| Ansted Rotary Corp              | 1956, 1957                                     |
| Bessie Lee Paoli                | 1952, 1953                                     |
| Bignotti-Bowes Racing           | 1959, 1960                                     |
| Brown Motor Co                  | 1951, 1954                                     |
| C O Prather                     | 1960                                           |
| Carl L Anderson                 | 1955, 1956                                     |
| Cars Inc                        | 1954, 1955, 1956, 1957                         |
| Chapman S Root                  | 1953, 1954, 1955, 1956, 1957, 1958, 1959, 1960 |
| Charles Pritchard               | 1950                                           |
| Cummins Engine Co               | 1950, 1952                                     |
| Ed Walsh                        | 1951, 1952, 1953, 1954, 1956                   |
| Ernest L Ruiz                   | 1953, 1956, 1957                               |
| Ervin Wolfe                     | 1950                                           |
| Eugene A Casaroll               | 1953, 1954                                     |
| Federal Engineering Association | 1951                                           |
| Federal Auto Associates         | 1952, 1953, 1954, 1955, 1956, 1958, 1959, 1960 |
| Francis Bardazon                | 1954                                           |
| Fred & Richard Sommer           | 1957                                           |
| Fred Gerhardt                   | 1958, 1959                                     |
| Fred Sclavi                     | 1957                                           |
| Fred Somers                     | 1956                                           |
| George Bignotti                 | 1956, 1957                                     |
| George Walther Jr               | 1957, 1958                                     |
| Grancor Auto Specialists        | 1950, 1951, 1952, 1953                         |
| H A Chapman                     | 1951, 1955, 1956, 1957, 1958                   |
| H H Johnson                     | 1956, 1957                                     |
| Harry Dunn                      | 1955, 1956                                     |
| Hart Fullerton                  | 1952, 1953                                     |
| Henry Yunik                     | 1958                                           |
| Hoosier Racing Team             | 1954                                           |
| Howard Keck Co                  | 1952, 1953, 1954                               |
| J C Agajanian                   | 1950, 1951                                     |
| J S Belond                      | 1953                                           |
| J S Donaldson                   | 1957, 1958, 1959, 1960                         |
| Jack B Hinkle                   | 1950, 1951, 1952, 1953, 1954, 1955             |
| Jean Marcenac                   | 1951, 1953                                     |
| Jim Robbins                     | 1951, 1952, 1958, 1959                         |
| John Zink                       | 1952, 1953, 1954, 1955, 1956                   |
| Joseph Massaglia Jr             | 1955                                           |
| Kalamazoo Sports Inc            | 1956, 1957, 1958                               |
| Karl Hall                       | 1959                                           |
| Kurtis Kraft Inc                | 1950                                           |
| Leader Cards Inc                | 1959                                           |
| Lee Elkins                      | 1951, 1952, 1953, 1954                         |
| LeRoy E Foutch Jr               | 1959                                           |
| Lewis W Welch                   | 1952                                           |
| Lindsey Hopkins                 | 1955, 1956                                     |
| Louis Rassey                    | 1950, 1951                                     |
| Ludson D Morris                 | 1950, 1951, 1952                               |
| M A Walker                      | 1950, 1951, 1953                               |
| M Pete Wales                    | 1950, 1955                                     |
| Mel B Wiggers                   | 1952, 1954                                     |
| Merz Engineering Inc            | 1955                                           |
| Miklos Sperling                 | 1954                                           |
| Milt Marion                     | 1950                                           |
| Motor Racers Inc                | 1954                                           |
| Murrell Belanger                | 1951, 1953, 1954, 1955, 1956                   |
| Novi Racing Corp                | 1956, 1957, 1958                               |
| Pat Clancy                      | 1953, 1955, 1956, 1957, 1958                   |
| Peter Schmidt                   | 1951, 1952, 1953                               |
| Racing Associates               | 1955, 1958, 1960                               |
| Ray Crawford                    | 1953, 1954, 1955, 1956                         |
| Ray T Brady                     | 1952, 1959                                     |
| Robert M Bowes II               | 1958                                           |
| Roger Wolcott                   | 1952                                           |
| Rotary Engineering Corp         | 1951, 1952, 1953, 1955                         |
| Roy McKay                       | 1957, 1958, 1959, 1960                         |
| Samuel W Traylor III            | 1955, 1956                                     |
| Shannon Bros                    | 1956                                           |
| South California Muffler Co     | 1954                                           |
| T W & W T Martin                | 1954, 1955                                     |
| Tom Sarafoff                    | 1952                                           |
| Verlin Brown                    | 1950                                           |
| Yunick Glover & Lathrop         | 1959                                           |